# Тогон (государство)

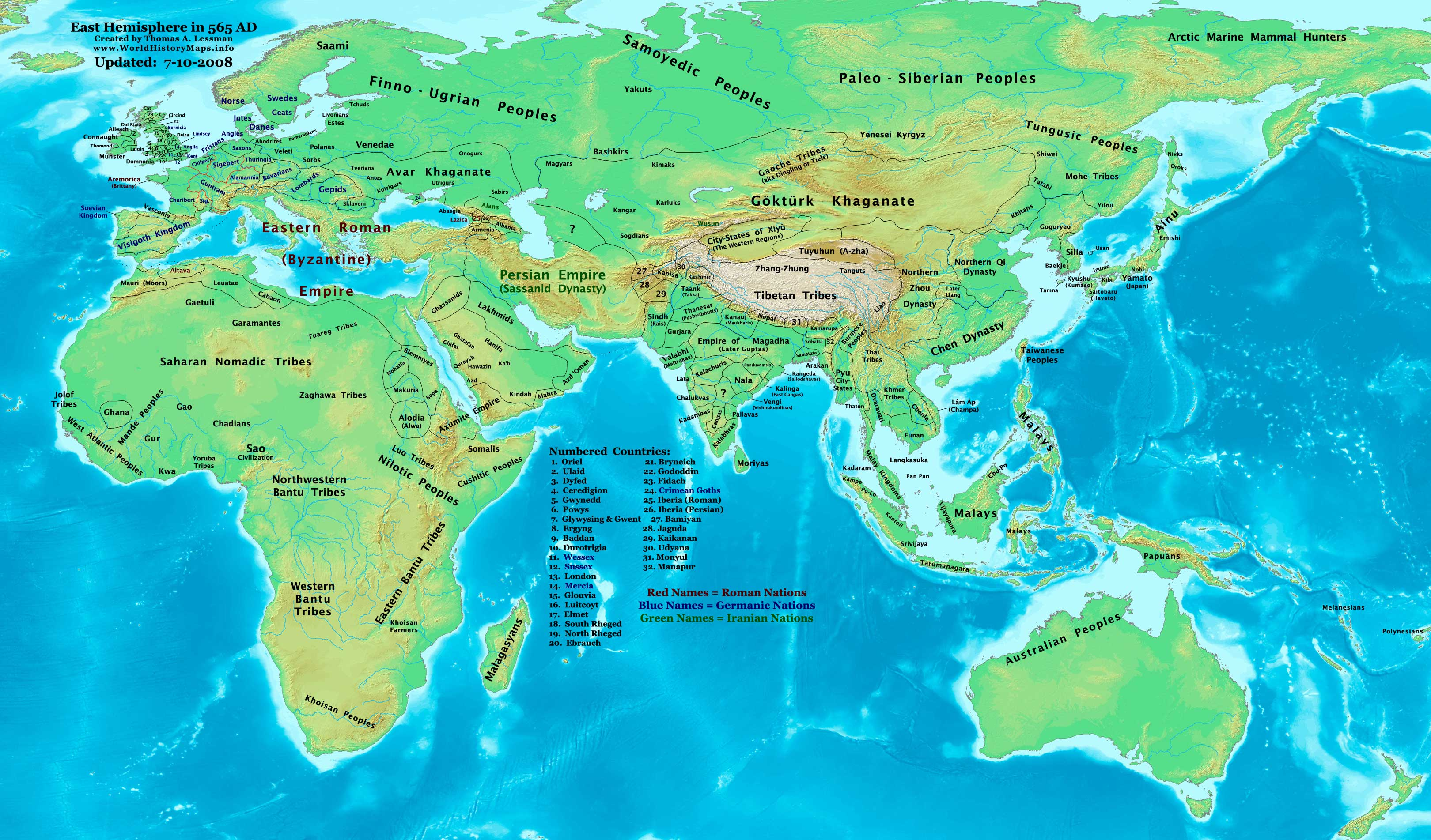
Азия в 565 г.н.э

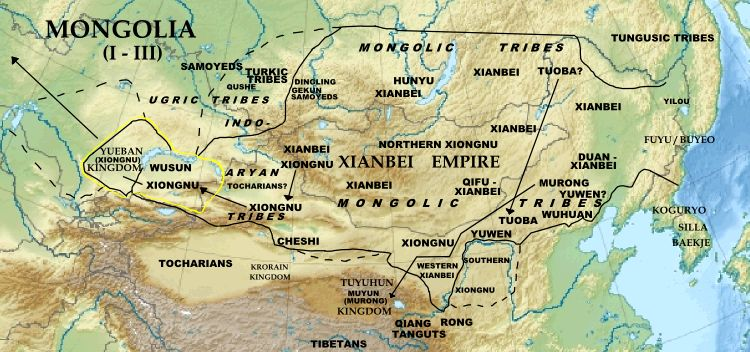
Туюйхуни около III в.

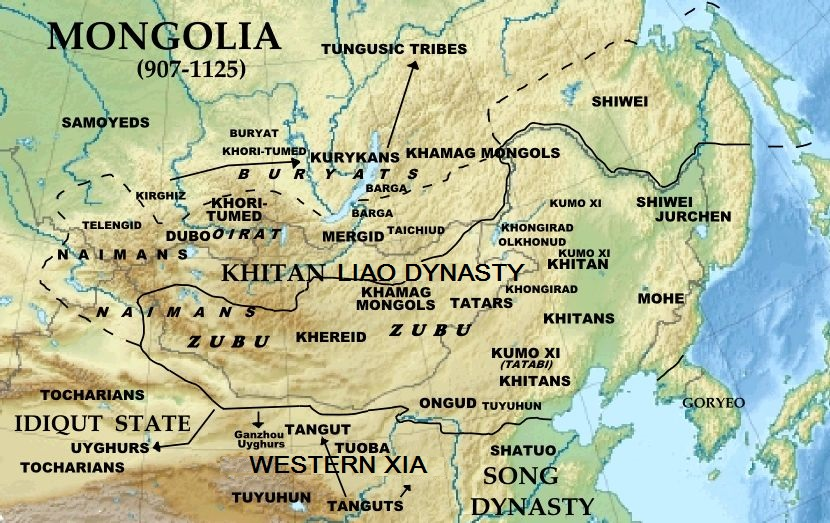
Туюйхуни в северном Хэбэй и северном Цинхае, киданьский период

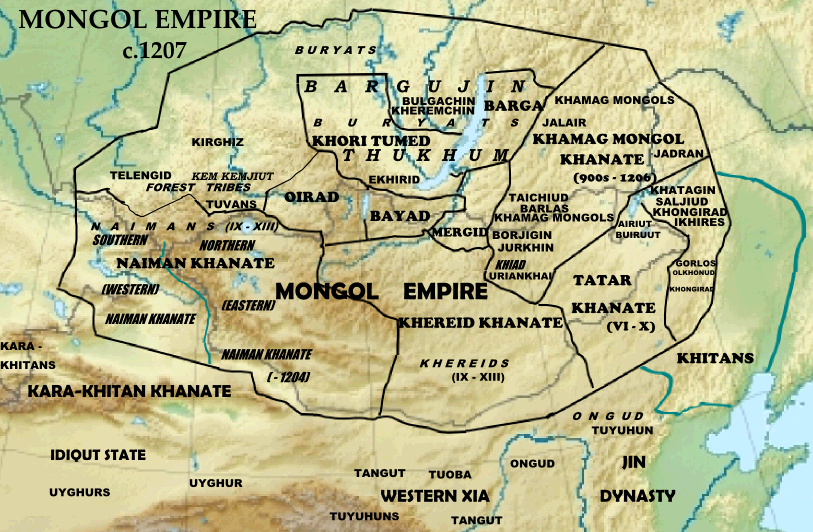
Туюйхуни в северном Хэбэй и северном Цинхае

Тогон (кит. трад. 吐谷渾, пиньинь Tǔyùhùn, палл. Туюйхунь; тиб. 'A-zha (Аша)) — сяньбийское государство (284—670). В середине IV века брат Мужун Хуэя (государство Ранняя Янь), Мужун Туюйхунь (慕容吐谷渾) с 700 семьями откочевал из Южной Маньчжурии на запад в район озера Кукунор, завоевав его и ряд других областей Северо-Восточного Тибета.
Долгое время государство Тогон было вассалом империи Северная Вэй, и только после её распада обрело независимость. В 431 году Тогон уничтожил хуннское государство Ся. Правитель Хэлянь Дин попал в плен, был выдан китайцам и казнен.
В 540 году правитель Куалюй провозгласил себя ханом (или каганом, кит. 可汗). В 634 году государство попало в зависимость от империи Тан, которая стала самостоятельно назначать ханов. Государство Тогон было разгромлено тибетцами в 663 году, хан Нохэбо с приближенными переселился на территорию Китая. Его потомки ещё около ста лет носили титул хана.
Наименование тогон в литературе употребляется в формах: туюйхунь, аши, аша, ажа.

## Правители
- Мужун Туюхунь (慕容吐谷渾) — 284—317
- Мужун Туян (慕容吐延) — 317—329
- Мужун Циянь (慕容葉延) — 329—351
- Мужун Сюйси (慕容碎奚) — 351—371
- Мужун Шилянь (慕容視連) — 371—390
- Мужун Шипи (慕容視羆) — 390—400
- Мужун Угэти (慕容烏紇褆) −400-405
- Мужун Шулогань (慕容樹洛干)- 405—417
- Мужун Ачай (慕容阿柴) — 417—424
- Мужун Мугуй (慕容慕璝) — 424—436
- Мужун Мулиянь (慕容慕利延) 436—452
- Мужун Шэинь (慕容拾寅) — 452—481
- Мужун Дуихоу (慕容度易侯) — 481—490
- Мужун Фулянчоу (慕容伏連籌) — 490—540
- Мужун Куалюй (慕容夸呂) — 540—591
- Мужун Шифу (慕容世伏) — 591—597
- Мужун Фуюнь (慕容伏允) — 597—635
- Мужун Шунь (慕容順) — 635
- Мужун Нохэбо (慕容諾曷鉢) — 635—672

## Происхождение государства и наименования
Кочевническое государственное образование Тогон (Тугухунь, Туюйхунь) было создано сяньбийскими кочевниками — выходцами из Южной Маньчжурии к началу IV в. По легенде, зафиксированной в китайских источниках, лошади кочевий двух братьев-вождей подрались, возникла ссора, и один из вождей — Тугухунь (старший брат, но сын наложницы) со своими людьми стал откочёвывать на запад. В конце концов, сяньбийцы осели в районе Кукунора, подчинив местное население — племена цянов.
В правление Еяня (330—353) — внука Тугухуня, имя патриарха-предводителя стало обозначением всего объединения. Точной этимологии оно не имеет, но, возможно, Тугухунь — это древнемонгольское Тогон хун (люди Тогона). Другим наименованием Тогона было Хэнань-го (государство к югу от реки Хуанхэ).

## Хронология истории Тогона
Ок. 310 — переселение сяньбийцев Туюйхуня на запад, к Кукунору.
310-320-е войны с ди и кянами.
317 (прибл.) — умер Туюйхунь
317-330 — правление Туяня. Войны с соседними племенами.
330-353 — правление Еяня. Принятие имени Туюйхуня в качестве наименования владения.
336 (прибл.) — родился Суйси. Ок. 351 г. родился Шилянь
353-378 — правление Суйси (Писи). Контакты с империей Цинь. Захват власти его братьями и их убийство.
371 г. — посольство к императору Фу Цзяню II. Родился Шипи (?).
378-393 гг. — правление Шиляня. Установление отношений с Цифу
385 г. — смерть Фу Цзяня II и начало краха империи Цинь
395 (прибл.) — родился Шулогань
393-404 — правление Шипи. Ссора с Цифу Ганьгуем.
397 — поражение от вторгнувшихся Цифу. Дань Западной Цинь.
404-412 — правление Ухэти Дахая. В Северном Китае продолжается распад и дезинтеграция. Набеги на земли Цифу. Тогонцы разгромлены Цифу Ганьгуем. Ухэти бежал в Южную Лян и там умер в 35 лет.
410/411 — Шулогань получил власть над несколькими тысячами семейств
412-420 (прибл.) — правление Шулоганя. Крупная война между Тогоном и Цифу. Тогонцы потерпели поражение.
420-426 — правление Ачая. Подчинение цянов и ди. Попытка установить отношения с южной империей и получить придворные титулы и должности.
426-436 — правление Мугуя.
429 — посольство к императору Лю Илуну. Мугуй получает титул Лунси-гуна.
430 (прибл.) — посольство к табгачскому императору. Набеги на ослабевшую Западную Цинь. Цифу покинули свои земли, и их занял Мугуй.
431 — переселение хуннов из Ся и их разгром Мугуем. Просьбы награды за это от северного императора.
432 — тогонцы сообщили на юг о разгроме «мятежников» из Ся и получили дары.
436-452 — правление Мулияня. Отношения с северным и южным дворами.
438 — новые титулы от южного императора для тогонской знати
442 — посмертный титул для Ачая от императора
449-450 (прибл.) — нападение табгачей и поражение Мулияня. Его бегство
450 — посольство от Мулияня к южному двору с предложением совместного выступления против табгачей.
452-481 — правление Шииня. Ориентация на юг.
452, 466, 467 — посольства тогонцев на юг, получение титулов.
460-е — вторжения табгачей, поражения тогонцев; голод. Тогон — вассал Тоба.
481-482/483 — правление Дуихоу
480-е — первая треть VI в. — тёмный период в истории Тогона. Правление нескольких монархов; раскол страны на две части (?). Фуляньчоу под Вэй
499 г. тогонцы послали делегацию для участия в похоронах и с изъявлением соболезнований по случаю кончины императора
483-493 гг. Сюлюдай получил от южного императора звания и титулы.
514 г. Сююньчоу направил посольство с запросом о постройке в Ичжлу девятиярусного буддийского храма. Император дал разрешение
529 г. Хэлочжень получил от южного императора звания, которые потом перешли к его сыну Фофу.
Вторая четверть VI — 581. — правление кагана Куалюя.
532 г. — набеги тогонцев всё же вынудили вэйской правительство выступить против них с войском. Куалюй запросил мира
534 г. — раскол империи Вэй.
550-557 гг. Куалюй установил дружественные отношения с Бэй Ци.
555 г. нападение на Тогон тюрков и западновэйский войск, поражение Куалюя.
557 г. — падение династии Тоба Вэй. Династия Бэй Чжоу.
Ок. 559 г. — нападение чжоуских войск на тогонцев.
561, 563, 567 — 4 посольства тогонцев с подношениями в Бэй Чжоу.
576 г. — смуты в Тогоне.
578 г. — прекращение выплаты дани Бэй Чжоу в связи с её падением.
581-591 гг. — войны Куалюя с империей Суй.
591-597 гг. — правление Фу. Мир с Суй. Фу убит во время «смуты».
597-635 гг. — правление Фуюня. Мирные отношения прекращены новым императором. Военные поражения тогонцев.
617 г. — смерть императора, и возвращение Фуюня в свои земли.
после 626 г. — набеги на Китай, хотя император Тайцзун послал мирное посольство. Разгром Фуюня танскими войсками.
635 г. масштабный поход против Тогона. Разгром и самоубийство Фуюня.
635 г. правление ставленника империи Шуня и его убийство подданными. Начало правления Нохэбо.
641 г. междоусобица в Тогоне, Нохэбо бежал, но позже вернул власть.
640-650-е гг. — мирные отношения между Тогоном и империей Тан. Нарастание угрозы со стороны Тибета.
663 г. — тибетцы захватили земли Тогона, Нохэбо с частью населения перекочевал в пределы империи. Конец Тогона.

## Экономика Тогона
Основой хозяйства Тогона было кочевое скотоводство. Выращивались преимущественно кони (в том числе известные за пределами Тогона скакуны), а также крупный рогатый скот, овцы, верблюды. Меньшее значение имело земледелие. На холодном севере выращивали репу и ячмень, а на юге также горох/бобы, щетинник. В степных нагорьях тогонцы устраивали облавные охотны на копытных. О собирательстве ничего не сообщается, но, вероятно, что сбор дикорастущих плодов, клубней и др. (хоть и редких в районе Кукунора) являлся дополнительным источником пищи, и даже помогал выжить в голодные годы. Тогонцы добывали железо, золото, медь, очевидно, сами производили необходимые предметы — детали юрт, оружие, одежду и др. Остальное, однако, необходимо было получить из-за границы путём торговли, а также в качестве даров далёких правителей или редких военных трофеев. Тогонцы были известными торговцами. Имелись богатые торговые семейства. Купцы с Кукунора посещали многие окрестные страны, прежде всего Китай.

## Социально-политическая характеристика
Тогон представлял собой предгосударственное образование (сложное вождество) кочевников, уже имевшее «правящую династию» (все вожди тогонцев были представителями одной семьи), князей и военачальников, надродовую структуру, но регулярные налоги отсутствовали, а основным фактором объединения был военно-политический, но не экономический (необходимость иметь более-менее чёткую военную организацию для отражения нападений более сильных соседей, ведения внешней эксплуатации соседей слабых, выстраивания отношений с китайскими династиями для получения подарков, земледельческих и ремесленных товаров, должностей и титулов для тогонской элиты). В этом отношении Тогон был примерно на одном организационном уровне с Тюркским каганатом, хотя последний представлял собой кочевую империю, и был значительно мощнее в военном отношении.
Основную массу населения составляли полноправные кочевники, составлявшие минимальные кочевые общины, автономные в экономическом отношении. Элиту составляли прежде всего представители знатных родов, и правящее семейство. Рабы были малочисленны. Определённое место занимали также подчинённые тогонцам племена цянов.

## Культура
Жилищем тогонцам служили юрты и кибитки. Имелись у них и городки (видимо, из юрт и телег), а также укреплённые замки, захваченные ранее у цянов. Из одежды известны куртки, штаны, халаты, шляпы. Отмечается влияние китайской моды. Тогонцы были знакомы с письменностью, очевидно, китайской. Умерших хоронили в гробах, в земле. Была распространена вера в духов (в том числе духов земли), которым приносились жертвы, вера в загробную жизнь, всевозможные суеверия. Некоторые тогонцы были знакомы и с буддизмом, но вряд ли эта религия успела пустить прочные корни в Тогоне. Военное дело, по крайней мере на ранних стадиях, было схоже с таковым у других сяньбийских народов того времени: основная масса войска состояла из лёгких конных лучников, но имелись и отряды тяжёлой конницы.